# Ca' Dario
(Gabriele D'Annunzio parlando di Ca' Dario)
Ca' Dario è un palazzo di Venezia affacciato direttamente sul Canal Grande e situato al civico 352 di Campiello Barbaro, nel sestiere di Dorsoduro.
L'edificio è tra i più antichi e famosi del centro storico, nonché noto per la presunta maledizione che graverebbe sui suoi proprietari e che, secondo la leggenda, sarebbero destinati alla rovina economica o a una morte violenta.

## Storia

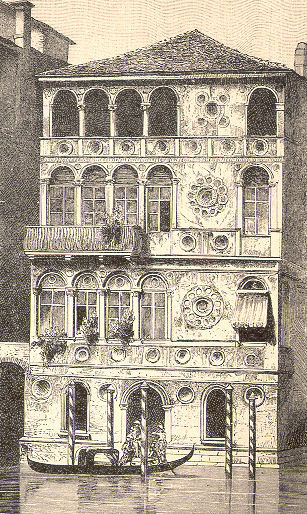
Ca' Dario in un'incisione settecentesca

### L'illustre committente e la famiglia Barbaro
L'edificio venne commissionato nel 1478 da Giovanni Dario all'architetto Pietro Lombardo, già autore della coeva Chiesa di Santa Maria dei Miracoli. Giovanni Dario era un agiato mercante di origini dalmate che in seguito svolse importanti mansioni apicali per la Serenissima Repubblica di Venezia come notaio della Cancelleria Ducale e poi come Segretario Ducale del Doge Giovanni Mocenigo, tanto da guadagnarsi l'appellativo di "salvatore della patria" dopo che, nel 1479, riuscì a negoziare un importante accordo di pace con gli ottomani, che venne sancito con il Trattato di Costantinopoli.
Nel 1487 questo palazzo affacciato sul Canal Grande figurò come dote nuziale per la sua unica figlia Marietta, promessa sposa di Vincenzo Barbaro, un ricco mercante di spezie già proprietario dell'omonimo  palazzo accanto e di quello ubicato nel vicino Campo San Vio, nonché membro del Consiglio dei Dieci. 
Alla morte di Giovanni Dario avvenuta nel 1494, il palazzo venne interamente ereditato da sua figlia Marietta che però morì giovane, lasciando l'edificio al marito Vincenzo Barbaro. 
La famiglia Barbaro fu proprietaria del palazzo assai a lungo e Ca' Dario fu spesso descritta nelle cronache storiche cittadine come uno dei palazzi più caratteristici di Venezia, sovente paragonata alla Ca' d'Oro. 
All'inizio del XIX secolo, l'edificio risultava ancora di proprietà di Alessandro Barbaro (1764-1839), ultimo discendente e anch'egli membro del Consiglio dei Dieci della Repubblica di Venezia, nonché consigliere del Tribunale Supremo di Verona. Egli vendette Ca' Dario nel 1836, dopo oltre tre secoli di appartenenza alla propria famiglia, dando inizio a numerosi passaggi di proprietà che si susseguirono nel tempo fino ai giorni nostri.

### I numerosi proprietari
Il nuovo acquirente fu Arbit Abdoll, un ricco commerciante armeno di pietre preziose, che però nel 1838 fu costretto a vendere l'edificio allo studioso inglese Rawdon Brown, il quale, a sua volta, lo rivendette quattro anni dopo senza aver completato i suoi costosi lavori di restauro. 
Ca' Dario venne dunque acquistata da uno sconosciuto nobile ungherese ma presto rivenduta a un ricco irlandese di nome Marshall, che a sua volta la vendette nel 1896 alla contessa francese Isabelle Gontran de la Baume-Pluvinel, che la fece restaurare e vi si stabilì, con la sua amica Augustine Bulteau. Nel medesimo periodo a Ca' Dario soggiornò a lungo il poeta francese Henri de Régnier, invitato dalla stessa contessa, finché una grave malattia costrinse entrambi ad abbandonare Venezia. 

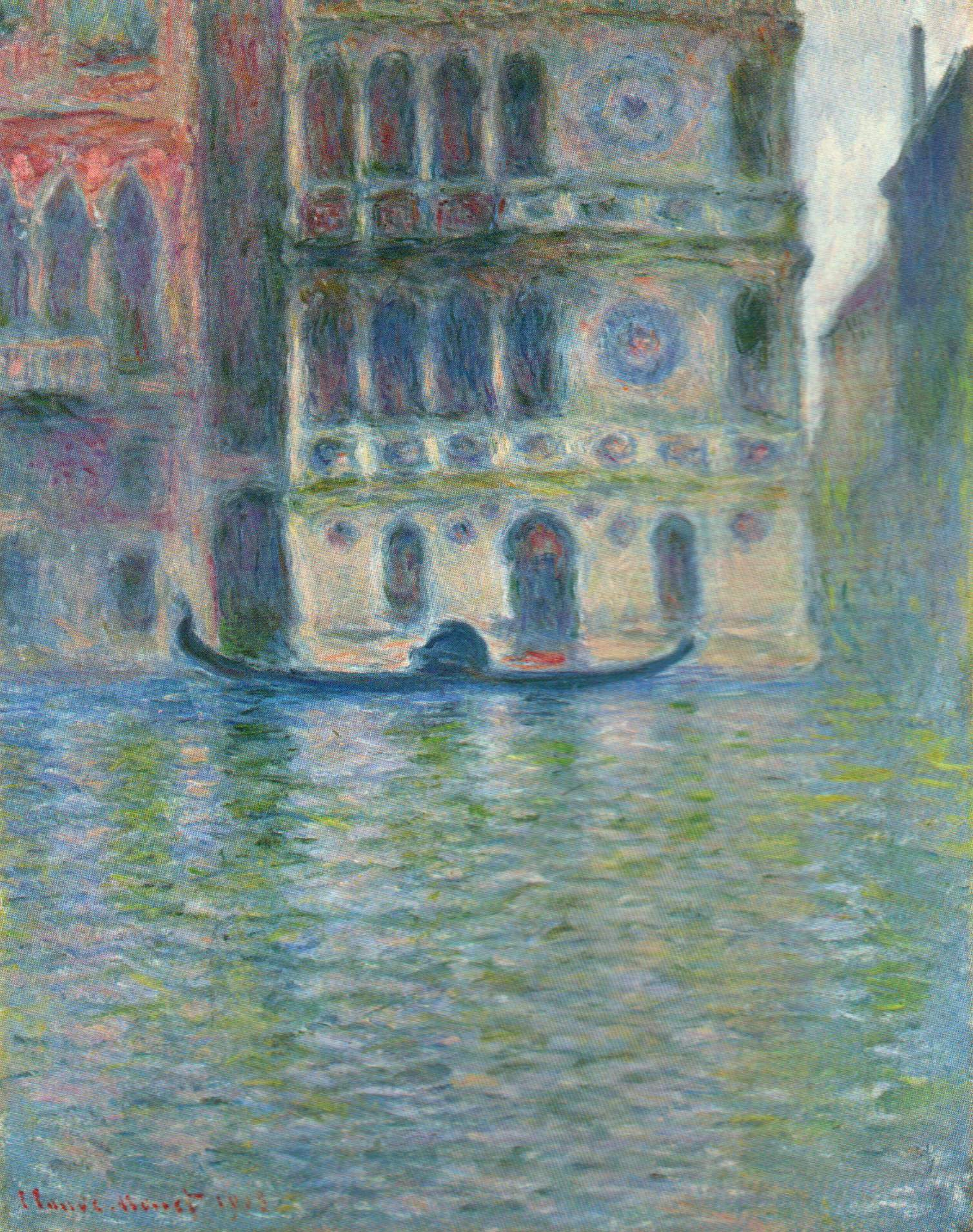
Ca' Dario dipinta da Monet

L'enigmatica bellezza dell'edificio suscitò l'interesse di molti artisti, scrittori e storici nel corso del tempo, tra cui Gabriele D'Annunzio e John Ruskin, che ne descrisse le decorazioni marmoree con dovizia di particolari; mentre nel 1908 Claude Monet scelse proprio Ca' Dario come soggetto per una serie di suoi dipinti tipicamente impressionisti, realizzati tutti dalla stessa prospettiva ma con condizioni di luce diverse.
Nel primo dopoguerra Ca' Dario venne acquistata da Charles Briggs, un miliardario americano, che tuttavia la vendette dopo breve tempo, lasciando per sempre Venezia. Dopo un lungo periodo di semiabbandono, nel 1964 l'acquisto dell'edificio fu proposto al tenore Mario Del Monaco, che tuttavia rinunciò alla trattativa.
Nel 1968 Ca' Dario venne acquistata all'asta dal ricco nobile torinese Filippo Giordano delle Lanze, antiquario di grande fama, il quale fu assassinato la sera del 19 luglio 1970 nella sua camera da letto al primo piano del palazzo da un giovane marinaio croato di nome Raoul Blasich, con il quale intratteneva una relazione omosessuale. 
Il palazzo venne poi acquistato nel 1976 da Christopher "Kit" Lambert, manager del celebre complesso rock britannico The Who, innamoratosi del suo aspetto romantico, decadente e malinconico. Egli, affascinato da questo edificio, si occupò di un ulteriore e importante restauro nel 1977, dove per l'arredo degli interni fu incaricato Giorgio Pes, arredatore del film Il Gattopardo. Tuttavia nel 1978 Kit Lambert vendette Ca' Dario al ricco uomo d'affari veneziano Fabrizio Ferrari, proprietario della Bavaria Assicurazioni, che vi si trasferì con la sorella Nicoletta. In questi anni Ca' Dario visse un periodo  di grande mondanità, ospitando rinomate feste e sontuosi ricevimenti ai quali presero parte uomini politici come Henry Kissinger e Giulio Andreotti ma anche attori italiani e noti imprenditori come Silvio Berlusconi. 
Alla fine degli anni ottanta Ca' Dario venne acquistata dal celebre imprenditore e finanziere Raul Gardini, intenzionato a farne dono alla figlia  Elisabetta. Alla morte di Raul Gardini, suicidatosi nel 1993, il palazzo restò a lungo senza un acquirente ma venne affittato saltuariamente a facoltosi inquilini. 
Nel 1996 il celebre regista e attore americano Woody Allen dimostrò interesse per l'acquisto dell'edificio, ma infine desistette.
Nel 2006 Ca' Dario è stata acquistata da una società americana in rappresentanza di un acquirente ignoto e vi sono stati svolti lunghi lavori di restauro volti al recupero della facciata e al consolidamento strutturale a carico di una società immobiliare lodigiana.
Nel 2023 Ca' Dario risultava in vendita alla cifra di 18 milioni di euro. Nel novembre 2024 l'edificio è stato soggetto ad interventi di manutenzione.

## Architettura

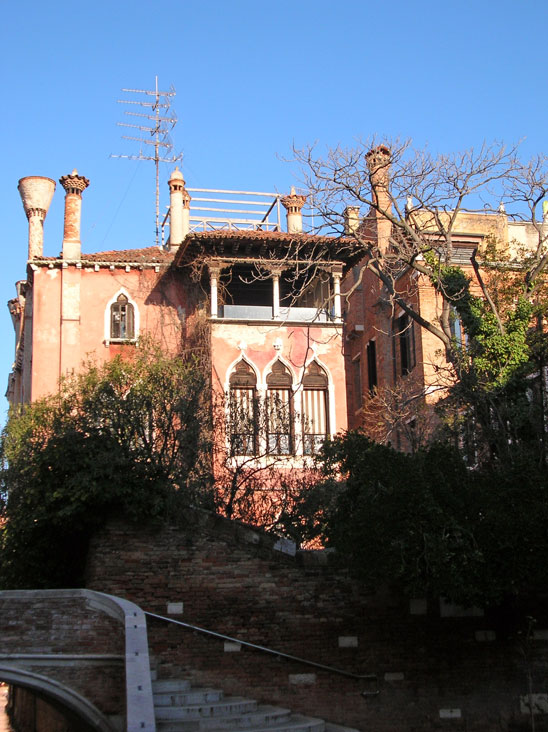
Il retro di Ca' Dario visto da Campiello Barbaro

### Esterno
L'area su cui sorge l'edificio coincide con quella dove in antichità vi era un cimitero templare, poiché risultava alla periferia del centro storico cittadino del XV secolo. Ca' Dario è contraddistinta per il suo slanciato e asimmetrico prospetto principale affacciato sul Canal Grande, caratterizzato da una larghezza di circa dieci metri e da una lieve pendenza su un fianco a causa di un assestamento strutturale delle fondazioni. 
L'edificio s'innalza per quattro piani e il prospetto principale è completamente decorato con pietra d'Istria, marmi policromi ed elementi di chiara matrice rinascimentale, come gli oltre ottanta medaglioni marmorei circolari, in netto contrasto con l'architettura di altri edifici analoghi che mantennero lo stile gotico fiorito tipicamente veneziano. 
Il piano terra presenta due monofore che affiancano un portale centrale a filo d'acqua con arco a tutto sesto, mentre sulla parete alla base dell'edificio è presente l'iscrizione VRBIS GENIO IOANNES DARIVS (in latino: "Giovanni Dario, in onore del genio della città"). 
Nei registri superiori la facciata presenta loggiati uniformi con archi a tutto sesto ma la balconata neogotica del secondo piano è un'aggiunta nel XIX secolo. Sulla sommità è presente un'altana panoramica e gli svariati camini in tipico stile veneziano presenti sono fra i pochi esemplari conservati e originali dell'epoca sopravvissuti fino a oggi. 
Il prospetto posteriore affacciato su Campiello Barbaro ha un aspetto dichiaratamente gotico. Seppur rimaneggiato, appare assai movimentato e il suo caratteristico intonaco rosso rende omogeneo un insieme di camini, altane, la loggia sommitale e l'ampia trifora sottostante con archi a sesto acuto trilobati in stile moresco, che si affaccia sul giardino piantumato circondato da un'alta cinta muraria in cui è presente un accesso secondario.
L'ultimo restauro conclusosi nel 2016 ha interessato principalmente i marmi e la pietra d'Istria del prospetto principale affacciato sul Canal Grande, che ha così ritrovato il suo splendore originario. Esso è stato risanato e liberato dai gravi problemi di cedimenti statici che, pur mantenendo la sua ormai caratteristica pendenza, ha subìto un attento restauro in cui i vari elementi marmorei sono stati sigillati per evitare infiltrazioni di umidità e a cui sono stati sostituiti gli elementi in ferro che, ossidandosi, creavano tensioni che il marmo mal sopporta. 
Inoltre è stato restaurato anche il perimetro murario del giardino privato retrostante che si estende per circa 200 metri quadri. 

### Interno
Internamente l'edificio conta circa 1.000 metri quadri di superficie ed è contraddistinto da un ampio atrio con una vera da pozzo in marmo a cui si accede dall'ingresso principale a filo d'acqua affacciato sul Canal Grande. 
Una scala marmorea finemente decorata conduce ai piani nobili dove si trovano un salone con esili colonne in marmo chiaro, un grande camino in pietra d'Istria e una fontana interna di ispirazione orientale collocata in una stanza che ricalca lo stile moresco. Vi sono inoltre locali tecnici che ospitano cucina e magazzini, nonché nove camere da letto e otto bagni in marmo distribuiti ai piani superiori. 
Un ascensore facilita l'accesso a tutti i piani.

## La presunta maledizione
La bellezza architettonica di Ca' Dario contrasta con la sua fama di "palazzo maledetto", nomea rilanciata da un articolo del Gazzettino  degli anni settanta del Novecento e poi dalla stampa nazionale, che volle attribuire una connessione tra la presunta maledizione dell'edificio e il tragico destino di molti dei suoi proprietari. 
Questa leggenda, seppur priva di riscontri storici completi, avrebbe origini lontano nel tempo, ovvero quando Marietta, la figlia di Giovanni Dario, morì trentaduenne e probabilmente suicida nel Canal Grande a seguito dell'espulsione dal Consiglio dei Dieci del marito Vincenzo Barbaro e dal conseguente tracollo economico, che culminò con la sua uccisione ordita in un probabile complotto, mentre il loro figlio secondogenito Giacomo morì in un analogo agguato a Candia, durante una spedizione militare nell'isola di Creta. Secondo la leggenda riportata in vita dal Gazzettino, queste tre presunte morti ravvicinate fecero scalpore fra i veneziani del tempo, che addirittura reinterpretarono l'iscrizione posta sulla facciata anagrammando la dicitura VRBIS GENIO IOANNES DARIVS e trasformandola in SVB RVINA INSIDIOSA GENERO (in latino: "Io genero sotto un'insidiosa rovina"). Pertanto la dicerìa comune sulla presunta maledizione dell'edificio prese a diffondersi fino a sospettare che abbia mietuto molte probabili vittime.
- Arbit Abdoll, il commerciante armeno di pietre preziose che acquistò l'edificio dall'ultimo discendente della famiglia Barbaro, dichiarò bancarotta poco tempo dopo aver preso possesso della dimora[18] e nel 1838 fu costretto a vendere Ca' Dario per 480 sterline all'inglese Rawdon Brown.

- Rawdon Brown lo rivendette quattro anni più tardi, data la mancanza di denaro per completare la sua onerosa ristrutturazione.[18]

- Isabelle Gontran de la Baume-Pluvinel acquistò Ca' Dario nel 1896 e la elesse a sua dimora, la fece restaurare e vi si stabilì con la sua amica Augustine Bulteau, fino a quando una grave malattia la costrinse ad abbandonare per sempre Venezia.[19]

- Charles Briggs, il miliardario americano che nel primo dopoguerra acquistò Ca' Dario, la vendette dopo un breve periodo poiché costretto a fuggire da Venezia a causa delle accuse sulla propria omosessualità. Egli si rifugiò in Messico, dove si suicidò insieme al suo amante.[19]

- Mario Del Monaco nel 1964 fu seriamente interessato all'acquisto di Ca' Dario, tuttavia, poco prima della trattativa conclusiva, ebbe un grave incidente automobilistico con la sua Abarth 1000. Il celebre tenore ne uscì gravemente ferito e subì la frattura del femore e, dopo un ricovero di oltre quattro mesi, fu costretto anche a sospendere la propria attività artistica.

- Filippo Giordano delle Lanze fu forse l'unica persona a morire assassinata all'interno di Ca' Dario, colpito alla testa da un pesante vaso d'argento scagliatogli con forza dal suo amante croato Raoul Blasich. L'omicidio fece assai scalpore e contribuì fortemente alla leggenda della presunta maledizione, inoltre pare che l'assassino, condannato in primo grado per l'omicidio, fuggì a Londra, dove fece perdere le proprie tracce ma, secondo la versione della stampa britannica, lì venne a sua volta assassinato.[20]

- Christopher "Kit" Lambert, manager del complesso rock The Who che acquistò l'edificio nel 1973, pur sostenendo di non credere alla presunta maledizione, confidò ad alcuni suoi amici di aver dormito svariate volte nel chiosco dei gondolieri dell'adiacente Hotel Gritti per «sfuggire ai fantasmi del palazzo che lo perseguitavano».[2] In questo edificio la sua dipendenza dagli stupefacenti si aggravò a tal punto da minare, nel 1974, i suoi rapporti con la band,[21] da causare il suo arresto per detenzione di droga[22] e da favorire il suo tracollo finanziario fino alla sua morte, avvenuta in Gran Bretagna per una caduta accidentale in casa propria.[23]

- Fabrizio Ferrari, il successivo proprietario, dopo poco tempo dall'acquisto di Ca' Dario fu coinvolto in un'inchiesta giudiziaria[1] con l'accusa di aver picchiato una modella[11] e in poco tempo subì un dissesto economico della propria azienda. Inoltre la sorella Nicoletta morì in un misterioso incidente stradale senza testimoni.[24][25]

- Raul Gardini, il celebre finanziere che alla fine degli anni ottanta acquistò il palazzo, subì una serie di inaspettati rovesci economici e infine il suo coinvolgimento nello scandalo mani pulite lo indusse probabilmente al suicidio a Milano nel 1993, seppur le circostanze della sua morte non siano mai state del tutto chiarite.[1][26] Dopo la morte di Gardini la dicerìa della presunta maledizione tornò prepotentemente alla ribalta e nessun acquirente volle più comprare Ca' Dario, al punto che la prima società di intermediazione immobiliare che ricevette il mandato per la vendita si arrese e rimise l'incarico.[19]

- John Entwistle, celebre bassista britannico dei The Who, morì di infarto nel 2002, soltanto una settimana dopo aver affittato Ca' Dario per una breve vacanza a Venezia.[12]